# Kaspar Friederich
Kaspar Friederich (auch Kaspar Fridenreich) (* 10. November 1572 in St. Gallen; † 28. März 1655 ebenda) war ein Bürgermeister von St. Gallen (Schweiz).

## Leben
Kaspar Friederich war der Sohn des St. Galler Bürgermeisters Konrad Friederich und dessen Ehefrau Barbara, Tochter des Hans Sauter.
Er war Angehöriger der Weberzunft und wurde 1630 zu deren Zunftmeister gewählt.
Er bekleidete in ungefähr fünf Jahrzehnten verschiedene städtische Ämter, so war er 1633 zum Ratsherrn gewählt worden und übte von 1636 bis 1655 im Wechsel mit Hans Hildbrand (gewählt 1638), David Cunz (gewählt 1652) und Silvester Hiller (gewählt 1654) im Dreijahresturnus das Amt des Reichsvogt, Amtsbürgermeister und Altbürgermeister aus. Trotz seiner Verzichtserklärung wurde er bis ins hohe Alter immer wiedergewählt.
Kaspar Friederich heiratete 1594 in erster Ehe Barbara, Tochter des Johannes Hauptlin und 1598 in zweiter Ehe Elsbetha, Tochter des Hans Reutiner.